# عملية سرقة الألماس في أنتويرب
كانت سرقة الألماس في أنتويرب - التي أُطلق عليها اسم "سرقة القرن" -  أكبر سرقة ألماس على الإطلاق وواحدة من أكبر عمليات السطو في التاريخ، سرق اللصوص الألماس والذهب والفضة وأنواع أخرى من المجوهرات تقدر قيمتها بأكثر من 100 مليون دولار،  حدث ذلك في أنتويرب في بلجيكا، خلال عطلة نهاية الأسبوع من 15 إلى 16 فبراير 2003، معظم الألماس المسروق لم يُسترد على الرغم من الإعتقالات والتحقيقات التي استمرّت لوقت طويل. 

## الموقع
الخزنة التي تضم الألماس تقع تحت الأرض بطابقين، وكانت محمية بعدد من آليات الحماية، كقفل به 100 مليون مجموعة صعبة التخمين، وكاشفات حرارية بالأشعة تحت الحمراء، وجهاز استشعار زلزالي، ورادار دوبلر، وحقل مغناطيسي، وكان للمبنى نفسه قوة أمنية خاصة وكان يقع في منطقة أنتويرب الألماسية المحروسة والمراقبة بشدة. 

## الجناة
نُفّذت السرقة بواسطة فريق من خمسة أشخاص بقيادة ليوناردو نوتاربارتولو، وهو لص محترف كان ماهراً في التلاعب الاجتماعي، استأجر نوتاربارتولو مساحة في منطقة الألماس، وأُلقي القبض عليه بعد معةفة ارتباطه بالجريمة من خلال أدلة الحمض النووي في شطيرة سلامي مأكولة جزئياً عُثر عليها بالقرب من مسرح الجريمة.
بالإضافة إلى نوتاربارتولو، الفريق مؤلّف من أربعة أعضاء آخرين على الأقل، وأعطاهم نوتاربارتولو أسماءً مستعارة خلال المقابلات، ولكنه رفض تحديد من يشير إليه كل اسم مستعار، وهم:
- سبييدي - الاسم المستعار لبيترو تافانو - وُصف بأنه رجل قلق ومصاب بجنون العظمة، كان صديقاً قديماً لنوتاربارتولو ومسؤولاً عن نثر القمامة في الغابة.

- الوحش - الاسم المستعار لفيرديناندو فينوتو - وُصف بأنه رجل قوي طويل مفتول العضلات، يبدو أنه خبير في فتح الأقفال والكهرباء والميكانيكا والقيادة.
- العبقري - الاسم المستعار لإيليو دونوريو - متخصص في أنظمة الإنذار وخبير إلكترونيات معروف بأنه مرتبط بسلسلة من السرقات.[10]
- ملك المفاتيح، رجل مسن، وصف بأنه من أفضل صانعي المفاتيح في العالم. هويته الحقيقية غير معروفة وما يزال العضو الوحيد من القراصنة الذي أفلت من القبض عليه.

اتُّهم نوتاربارتولو مذنبًا بتدبير عملية السرقة، ويُعد زعيم عصابة من اللصوص الإيطاليين تُدعى مدرسة تورينو الذين نفذوا الجريمة،  حكمت عليه محكمة الاستئناف في أنتويرب بالسجن لمدة 10 سنوات في عام 2005، ولكن أُطلق سراحه بشروط في عام 2009، وفي عام 2011، صدرت مذكرة اعتقال أوروبية ضده بعد أن تبين انتهكه لشروط الإفراج عنه، وكان أحد الشروط تعويض ضحايا السرقة، ولم يفعله قطّ، ونتيجة لذلك، اعُتقل مرة أخرى في عام 2013 في مطار شارل ديغول في باريس, وقضى ما تبقى من عقوبة السجن حتى عام 2017.
حُكم على كل من تافانو ودونوريو وفينتو بالسجن لمدة خمس سنوات.